# スコット・ブラウン (DJ)
スコット・ブラウン(Scott Brown)は、スコットランドのグラスゴーをベースに活動しているプロデューサー、およびDJである。作曲・DJするものは多岐に及び、それらは一般にレイブに位置付けられる。最も深く関わっているのはバウンシー・テクノであるが、彼の音楽スタイルはハッピーハードコアを始め、ハードコアトランスからガバまでの広い範囲に及ぶ。
1990年代の始めから、イギリスのハードコアテクノシーンの発展に貢献してきた。特にベルギーやオランダのハードコアテクノをイギリスに持ち込み、更に地元スコットランドの音楽をヨーロッパへと広めた。
スコットは幾つものレコードレーベル（Evolution Records、Evolution Plus、Evolved、Evolution Gold、Poosh records、Screwdriver Records、Twisted Vinyl）を設立し、更にPlus Systemを初めとした多くの変名や、Q-Texなどのユニットで曲をリリースしてきた。
特に彼は、ハードコア・コンピレーションのベストセラーとなった、Bonkersにおいて、重要な役割を担った。主要な曲としては、"Technophobia"、"Fly With You"、"Now Is The Time"、"Elysium"、"Neckbreaker"、"Boomstick"、"Fuzzy Muff"、"Turn Up The Music"が挙げられる。また、DJとしてはイギリスのレイヴイベントをはじめ、オランダなどでプレイしている。
2006年に、彼のハードコアカルトヒットとなった「Elysium」は、多くハードコアファンによってダンス音楽のanthemic作品と認められる。また、ダンスユニットUltrabeatによって、ヴォーカルも挿入されてトランスリミックスを施されて更なる成功を収めた。